# 1350 Rosselia
1350 Rosselia је астероид главног астероидног појаса са пречником од приближно 23,35 .
Афел астероида је на удаљености од 3,109 астрономских јединица (АЈ) од Сунца, а перихел на 2,604 АЈ.
Ексцентрицитет орбите износи 0,088, инклинација (нагиб) орбите у односу на раван еклиптике 2,937 степени, а орбитални период износи 1763,917 дана (4,829 године).
Апсолутна магнитуда астероида је 10,78 а геометријски албедо 0,157.
Астероид је откривен 3. октобра 1934. године.